# Xiashuitou (sockenhuvudort i Kina, Shanxi Sheng, lat 39,53, long 112,08)
Xiashuitou är en sockenhuvudort i Kina. Den ligger i provinsen Shanxi, i den norra delen av landet, omkring 190 kilometer norr om provinshuvudstaden Taiyuan. Antalet invånare är 7 050. Befolkningen består av 3 301 kvinnor och 3 749 män. Barn under 15 år utgör 11,0 %, vuxna 15-64 år 78 %, och äldre över 65 år 10,0 %.
Runt Xiashuitou är det ganska tätbefolkat, med 149 invånare per kvadratkilometer. Xiashuitou är det största samhället i trakten. Trakten runt Xiashuitou består i huvudsak av gräsmarker.
Genomsnittlig årsnederbörd är 620 millimeter. Den regnigaste månaden är juli, med i genomsnitt 184 mm nederbörd, och den torraste är december, med 3 mm nederbörd.